# Бригада Матија Губец (Хрватска)
Народноослободилачка бригада НОВЈ „Матија Губец“ формирана је 12. децембра 1943. године у Липовчанима код Чазме као Друга бригада 32. дивизије НОВЈ од 1. батаљона Мославачког, 2. и 3. батаљона Загребачког и једног батаљона Бјеловарског НОП одреда. Имала је 4 батљона са око 650 бораца.

## Борбени пут бригаде
У саставу 32. дивизије НОВЈ учествовала је у нападу на Златар 6. до 9. јануара 1944. и у борбама с деловима Поглавниковог тјелесног здруга у Хрватском загорју и на Калнику од 21. јануара до 12. фебруара. Од краја фебруара до средине маја водила је борбе с усташким и домобранским снагама у ширем подручју Копривнице и Вараждина: код села Суботишта са деловима 5. усташког здруга 25. фебруара, код села Доњаре 12. марта напла је немачку колону од 1000 војника, од којих је око 120 избачено из строја; у близини Загреба 27. марта заједно са деловима Западне групе НОП одреда Десетог загребачког корпуса напала је делове Поглавниковог Гардијског здруга којима су нанети губици од 120 избачених из строја; 11. маја извела је неуспео напад на усташку посаду у Комину (код Загреба) и остало. Под притиском Поглавниковог тјелесног здруга бригада се у другој половини маја повукла на Билогору и у Мославину. мна том подручју успешно је дејствовала у периоду од маја до августа, а почетком септембра пребацила се у Хрватско загорје. До почетка новембра нападала је непријатељева упоришта и успешно рушила железничку пругу Загреб-Вараждин. Учествовала је с јединицама Прве ударне бригаде „Браћа Радић“ у заузимању Трговишћа и Храшћине код Загреба 3. новембра. Јединице бригаде су 7/8. новембра продрле у Доња ЗелинаДоњу Зелину код Загреба које су браниле усташе Поглавниковог гардијског здруга, али су због интервенције непријатељских снага из суседних места морале да се повуку. До краја децембра 1944, бригада је водила борбе на сектору северно од Загреба (Дуго Село, Заистовец, Калиновац и остала). За формирање бригаде „Миховил Павлек Мишкина“ 19. новембра дала је 4. батаљон. Јануара 1945. дејствовала је у Подравини, фебруара у рејону Дарувара, марта у Мославини, а у априлу и првој половини маја учествовала је у ослобођењу Подравине, Билогоре и Калника.